# 劣乗法的函数
数学における函数の劣乗法性（れつじょうほうせい、英: submultiplicativity）および乗法性（じょうほうせい、英: multiplicativity）は、函数の乗法に関する振る舞いを記述する性質の一つである。

## 定義
R を単位的環とする。R 上の非負実数値函数 f: R → R+ が劣乗法的とは、任意の a, b ∈ R に対して
{\displaystyle f(a\cdot b)\leq f(a)\cdot f(b)}
を満たすことを言う。さらに強い評価
{\displaystyle f(a\cdot b)=f(a)\cdot f(b)}
を満足するならば、f は乗法的であると言う

## 例
単位的環（例えば 体）が与えられたとき、劣乗法性を要求することは擬絶対値の公理の一つであり、同様に乗法性は絶対値の公理の一つとして要請される。
更なる例は擬ノルムの項を参照。

## 注